# Consell de Formentera

Bandera de Formentera.

Senyal oficial del Consell Insular de Formentera

El Consell de Formentera és l'òrgan de govern i administració de la illa de Formentera, que forma part de les Illes Balears. Va ser creat per la reforma de l'Estatut d'Autonomia. El nou Consell es va constituir passats quaranta-cinc dies de les eleccions locals de dia 27 de maig de 2007, el 10 de juliol d'aquell mateix any. Està regulat per la Llei de Consells Insulars. El Consell va assumir les seves competències el 1 de gener de 2008.
El Consell de Formentera exerceix una funció autonòmica en àmbits com l'urbanisme, el medi ambient, la cultura, el turisme, i altres competències pròpies de les institucions autonòmiques. Està compost per un president i un conjunt de consellers, escollits mitjançant eleccions municipals cada quatre anys. La seva seu es troba a la capital de l'illa, Sant Francesc Xavier, i actua com a màxima autoritat administrativa de l'illa, amb la responsabilitat de gestionar els serveis públics locals i coordinar polítiques de desenvolupament sostenible i social.
Aquesta institució té competències en àmbits com l'urbanisme, la seguretat ciutadana, la salut, l'educació, i l'atenció social, a més de la regulació de les activitats econòmiques, com el turisme i l'agricultura. També s'encarrega de la preservació del patrimoni natural i cultural de l'illa, gestionant diversos espais naturals protegits i fomentant la cultura i tradicions locals.
El Consell de Formentera és una institució essencial per al desenvolupament de l'illa, buscant sempre l'equilibri entre el creixement sostenible i la protecció del seu entorn natural únic.

## Història
El Consell de Formentera va ser creat arran de la separació de l'illa de Formentera del Consell Insular d'Eivissa i Formentera, institució que havia governat conjuntament amb Eivissa fins a la reforma de l'Estatut d'Autonomia de les Illes Balears. La proposta per a la creació del Consell de Formentera va ser aprovada en el ple municipal de Formentera el 15 de desembre de 2005, i es va incloure en l'article 60 de l'Estatut de les Illes Balears, aprovat definitivament el 13 de juny de 2006.
La creació formal del Consell de Formentera va quedar recollida en la Llei Orgànica 1/2007, de 28 de febrer, que reformava l'Estatut d'Autonomia de les Illes Balears i preveia la creació d'un consell insular propi per a l'illa de Formentera. La institució va començar a funcionar oficialment el 10 de juliol de 2007, amb la presa de possessió dels membres de la primera corporació electa, fruit de les eleccions celebrades el juny d'aquell any. A partir de l'1 de gener de 2008, el Consell va assumir plenament les competències que li atorgava l'Estatut i la llei de reforma.
El primer Consell de Formentera es va constituir formalment el 10 de juliol de 2007, en una sessió celebrada a l'antic cinema de Sant Francesc. En aquesta sessió es va elegir Jaume Ferrer Ribas, candidat de Gent per Formentera, com a primer president del Consell.
Una de les primeres accions del Consell de Formentera va ser l'adopció de la nova imatge corporativa de la institució. El 17 de novembre de 2009, el Consell va aprovar per unanimitat el disseny d'una nova bandera i un escut que simbolitzen la identitat pròpia de l'illa.

## Composició i Funció
El Consell de Formentera està format per desset consellers (tot i que al 2007 va néixer amb 13), que també actuen com a regidors de l'ajuntament del municipi. Els consellers són elegits cada quatre anys en les eleccions municipals, i la seva distribució es realitza en funció del nombre de vots obtinguts per cada formació política. El Consell exerceix funcions executives i legislatives, que inclouen la gestió de serveis locals, l'ordenació territorial, el medi ambient, i la promoció cultural.
Els òrgans de govern del Consell són el president, elegit pel ple del Consell, i el Consell de Govern, que està format pels consellers designats pel president. La funció principal d'aquest òrgan és aprovar i executar els acords adoptats pel ple del Consell.
A més de les seves competències generals, el Consell té una funció destacada en la protecció i conservació del medi ambient de l'illa, un dels seus principals eixos de treball. La institució lidera iniciatives en la protecció de la biodiversitat, la gestió de residus i l'ús sostenible de recursos naturals. També realitza tasques de promoció cultural i de suport a l'activitat econòmica local, amb un focus particular en el turisme sostenible i la preservació de les tradicions locals.

## Relacions Institucionals
El Consell de Formentera manté una estreta relació amb diverses institucions i administracions per tal de garantir l'efectivitat de les seves polítiques. A nivell autonòmic, el Consell col·labora regularment amb el Govern de les Illes Balears per a l'aprovació de lleis i programes que afecten directament l'illa de Formentera, com les qüestions relacionades amb la protecció mediambiental, el desenvolupament econòmic i les infraestructures.
El Consell també interactua amb altres municipis de les Pitiüses, principalment amb el Consell Insular d'Eivissa, per coordinar accions i polítiques conjuntes, especialment en àrees com el transport interinsular, la gestió de residus i els serveis públics. A més, el Consell té una relació directa amb l'Ajuntament de Sant Josep, Sant Antoni i altres municipis d'Eivissa, amb els quals comparteix competències en matèria de seguretat, cultura i turisme.
A nivell nacional, el Consell de Formentera també manté relacions amb diverses institucions de l'Estat, especialment en l'àmbit de la protecció del territori i les competències en matèria de medi ambient, sent un dels actors clau per a la preservació de la natura i la biodiversitat a la Mediterrània.

## Eleccions
Article principal: Eleccions municipals de Formentera

### Participació electoral (2007-2023)
A continuació es presenten les dades de participació electoral a Formentera durant les eleccions municipals entre els anys 2007 i 2023. S'analitzen elements com l'abstenció, el vot vàlid i el vot en blanc, reflectint l'evolució del comportament electoral de la població de l'illa al llarg dels anys de l'existència del Consell propi.
| Any  | Cens electoral | Abstenció | % Abstenció | Vot emès | % Vot emès | Vot nul | % Vot nul | Vot vàlid | % Vot vàlid | Vot en blanc | % Vot en blanc | Vot a candidatura | % Vot a candidatura |
| ---- | -------------- | --------- | ----------- | -------- | ---------- | ------- | --------- | --------- | ----------- | ------------ | -------------- | ----------------- | ------------------- |
| 2023 | 7.303          | 3.289     | 45,04%      | 4.014    | 54,96%     | 46      | 1,15%     | 3.968     | 98,85%      | 83           | 2,09%          | 3.885             | 97,91%              |
| 2019 | 7.756          | 3.760     | 48,48%      | 3.996    | 51,52%     | 58      | 1,45%     | 3.938     | 98,55%      | 46           | 1,17%          | 3.892             | 98,83%              |
| 2015 | 7.292          | 3.535     | 48,48%      | 3.757    | 51,52%     | 105     | 2,79%     | 3.652     | 97,21%      | 66           | 1,81%          | 3.586             | 98,19%              |
| 2011 | 6.314          | 2.471     | 39,14%      | 3.843    | 60,86%     | 69      | 1,80%     | 3.774     | 98,20%      | 75           | 1,99%          | 3.699             | 98,01%              |
| 2007 | 5.612          | 2.115     | 37,69%      | 3.497    | 62,31%     | 38      | 1,09%     | 3.459     | 98,91%      | 60           | 1,73%          | 3.399             | 98,27%              |

Les dades mostren l'evolució de la participació electoral a Formentera des de 2007 fins a 2023. S'observa una tendència general a l'augment del cens electoral, mentre que la taxa d'abstenció ha fluctuat, amb un pic en 2019, i una disminució a 2023. El percentatge de vots emesos ha tingut una tendència similar, tot i que ha disminuït lleugerament en els últims anys. El vot nul i el vot en blanc també han mostrat lleugeres variacions en aquest període.

### Eleccions de 2007
Les primeres eleccions al Consell de Formentera es van celebrar el 27 de maig de 2007, i la formació Gent per Formentera (GxF), una formació localista i d'esquerres, va obtenir la victòria amb més de 1.100 vots, aconseguint 5 consellers. El PP va obtenir 1.068 vots (30,88%) i 4 consellers. Els altres partits representats van ser PSIB i GUIF, amb 2 consellers cadascun.
| Candidatures | Vots  | Percentatge | Consellers |
| ------------ | ----- | ----------- | ---------- |
| GxF          | 1.134 | 32,78%      | 5          |
| PP           | 1.068 | 30,88%      | 4          |
| PSIB         | 679   | 19,63%      | 2          |
| GUIF         | 518   | 14,98%      | 2          |

En negreta, els partits al govern.
Els socialistes i Gent per Formentera van aconseguir arribar a un acord pel qual Jaume Ferrer Ribas va ser elegit president del Consell de Formentera.

### Eleccions de 2011
En les eleccions municipals del 22 de maig de 2011, Gent per Formentera va tornar a ser el partit més votat, però aquesta vegada governà en minoria. El partit no va aconseguir un acord amb el PSIB per formar govern.
Aquesta vegada concorria la nova formació Sa Unió, que va ser la successora de l'AIPF, una coalició localista formada pel PP i el GUIF. Sa Unió va ser creada amb la intenció d'unir els esforços del PP i del GUIF per aconseguir la majoria a les eleccions municipals.
Malgrat el seu èxit en les urnes, la coalició es va dissoldre poc després de les eleccions, quan el PP i el GUIF no van aconseguir mantenir el seu acord polític.
| Candidatures                                   | Vots  | Percentatge | Consellers |
| ---------------------------------------------- | ----- | ----------- | ---------- |
| GxF                                            | 1.662 | 44,04%      | 6          |
| Sa Unió                                        | 1.308 | 34,66%      | 5          |
| PSIB                                           | 577   | 15,29%      | 2          |
| Partit Renovador d'Eivissa i Formentera (PREF) | 152   | 4,03%       | 0          |

### Eleccions de 2015
A les eleccions municipals del 24 de maig de 2015, Gent per Formentera va obtenir 1.817 vots (49,75%) i 9 consellers, consolidant-se com la força més votada. El PP va obtenir 802 vots (21,96%) i 4 consellers, mentre que el PSIB va aconseguir 507 vots (13,88%) i 2 consellers. A més, la candidatura Compromís amb Formentera va obtenir 460 vots (12,60%) i 2 consellers.
En les eleccions de 2015, la població de Formentera va superar els 12.000 habitants, fet que va provocar un augment dels regidors, passant de 13 a 17 consellers en total. Aquest increment en el nombre de consellers va ser un reflex del creixement de la població de l'illa, amb més de 1.800 persones inscrites al registre municipal en comparació amb els anteriors comicis de 2011.
| Candidatures             | Vots  | Percentatge | Consellers |
| ------------------------ | ----- | ----------- | ---------- |
| GxF                      | 1.817 | 49,75%      | 9          |
| PP                       | 802   | 21,96%      | 4          |
| PSIB                     | 507   | 13,88%      | 2          |
| Compromís amb Formentera | 460   | 12,60%      | 2          |

### Eleccions de 2019
A les eleccions municipals del 26 de maig de 2019, Gent per Formentera va ser de nou el partit més votat, amb 1.398 vots (35,50%) i 6 consellers. Sa Unió (PP+CompromísFormentera) va obtenir 1.329 vots (33,75%) i 6 consellers, mentre que el PSIB va aconseguir 1.058 vots (26,87%) i 5 consellers. Finalment, Vox-Actua Baleares va obtenir 107 vots (2,72%) i no va aconseguir cap representant.
| Candidatures                     | Vots  | Percentatge | Consellers |
| -------------------------------- | ----- | ----------- | ---------- |
| GxF                              | 1.398 | 35,50%      | 6          |
| Sa Unió (PP+CompromísFormentera) | 1.329 | 33,75%      | 6          |
| PSIB                             | 1.058 | 26,87%      | 5          |
| Vox-Actua Baleares               | 107   | 2,72%       | 0          |

### Eleccions de 2023
A les eleccions municipals del 28 de maig de 2023, la coalició Sa Unió (PP + Compromís) va obtenir 1.870 vots (47,13%) i 9 consellers, consolidant-se com la força més votada. Gent per Formentera va obtenir 1.030 vots (25,96%) i 5 consellers, mentre que el PSIB va aconseguir 702 vots (17,69%) i 3 consellers. A més, Podem va obtenir 156 vots (3,93%) i 0 conseller, Vox va obtenir 77 vots (1,94%) i 0 consellers, i el Partit Llibertari (P-LIB) va obtenir 50 vots (1,26%) i 0 consellers.
| Candidatures             | Vots  | Percentatge | Consellers |
| ------------------------ | ----- | ----------- | ---------- |
| Sa Unió (PP + Compromís) | 1.870 | 47,13%      | 9          |
| GxF                      | 1.030 | 25,96%      | 5          |
| PSIB                     | 702   | 17,69%      | 3          |
| Podem                    | 156   | 3,93%       | 0          |
| Vox                      | 77    | 1,94%       | 0          |
| P-LIB                    | 50    | 1,26%       | 0          |

#### Moció de censura
Óscar Portas i Juan va començar a ser president del Consell de Formentera el 27 de desembre de 2024, després d'una moció de censura que va destituir l'anterior president, Llorenç Córdoba. La moció va ser presentada per Sa Unió, Gent per Formentera i el PSIB-PSOE, i va comptar amb set vots a favor dels consellers de Sa Unió, vuit abstencions dels grups de l'oposició (Gent per Formentera i PSIB-PSOE) i un vot en contra de l'aleshores president, Llorenç Córdoba.
Durant la seva presa de possessió, Portas va expressar la voluntat d'iniciar una nova etapa marcada per la calma, l'esperança i el treball conjunt, amb l'objectiu de respondre a les necessitats de la ciutadania de Formentera.

## Llista de presidents
Càrrec precedent: Alcalde o Alcaldessa de Formentera
| No. | Nom                              | Inici                  | Fi                     | Partit |
| --- | -------------------------------- | ---------------------- | ---------------------- | ------ |
| 1.  | Antoni Calafat i Mayans          | 19 d'abril de 1979     | 25 de gener de 1982    | UCD    |
| 2.  | Antoni Serra i Colomar (2n cop)  | 25 de gener de 1982    | 23 de maig de 1983     | UCD    |
| 3.  | Víctor Tur i Ferrer              | 23 de maig de 1983     | 30 de juny de 1987     | PSIB   |
| 4.  | Bartomeu Ferrer i Marí           | 30 de juny de 1987     | 22 d'abril de 1989     | PSIB   |
| 5.  | Vicent Serra i Ribas             | 22 d'abril de 1989     | 15 de juny de 1991     | AP     |
| 6.  | Bartomeu Ferrer i Marí (2n cop)  | 15 de juny de 1991     | 1 de juliol de 1993    | PSIB   |
| 7.  | Antoni Serra i Colomar (3r cop)  | 1 de juliol de 1993    | 16 de desembre de 1996 | GUIF   |
| 8.  | Vicent Escandell i Mayans        | 16 de desembre de 1996 | 3 de juliol de 1999    | PPIB   |
| 9.  | Isidor Torres i Cardona          | 3 de juliol de 1999    | 14 de juny de 2003     | COP    |
| 10. | Joan Manuel Costa i Escanellas   | 14 de juny de 2003     | 28 de maig de 2005     | PPIB   |
| 11. | Isidor Torres i Cardona (2n cop) | 28 de maig de 2005     | 10 de juliol de 2007   | COP    |

Càrrec actual: Alcalde-President o Alcaldessa-Presidenta del Consell Insular de Formentera
| No. | Nom                           | Inici                  | Fi                     | Partit  |
| --- | ----------------------------- | ---------------------- | ---------------------- | ------- |
| 1.  | Jaume Ferrer i Ribas          | 10 de juliol de 2007   | 6 de juliol de 2019    | GxF     |
| 2.  | Alejandra Ferrer i Kirschbaum | 6 de juliol de 2019    | 15 d'octubre de 2021   | GxF     |
| 3.  | Ana Juan i Torres             | 15 d'octubre de 2021   | 17 de juny de 2023     | PSIB    |
| 4.  | Llorenç Córdoba i Marí        | 17 de juny de 2023     | 27 de desembre de 2024 | Sa Unió |
| 5.  | Óscar Portas i Juan           | 27 de desembre de 2024 | Actualitat             | Sa Unió |

## Departaments del Consell de Formentera
El Consell de Formentera està compost pels següents departaments, amb els consellers responsables de cada àrea:
- Óscar Portas Juan: President i conseller d'Interior
- Verónica Castelló Pérez: Vicepresidenta primera i consellera de Mobilitat i Medi Ambient
- Javi Serra Torres: Vicepresident segon i conseller d'Economia, Territori i Infraestructures
- Hugo Martínez Bermúdez: Vicepresident tercer i conseller d'Esports i Recursos Humans. Portaveu de l'equip de Govern
- María Cristina Costa Juan: Consellera d'Educació i Benestar Social
- Artal Francesc Mayans García: Conseller de Turisme, Comerç, Innovació i Habitatge
- Eva María Nieto Arribas: Consellera de Cultura, Joventut i Majors